# Ironia sudby, ili S liegkim parom!
Ironia sudby, ili S liegkim parom! (cirílico: Ирония судьбы, или С лёгким паром!) é um filme soviético de 1975, do gênero comédia, escrito por Emil Braginski e Eldar Riazanov e dirigido por Eldar Riazanov.

## Elenco
Segue o elenco:
- Andrei Miagkov
- Bárbara Brilska
- Iuri Iakovlev
- Alexandr Shirvindt - Pavel
- Gueorgui Burkov
- Lia Akhedjakova - amiga de Nadia
- Olga Naumenko - Galia
- Gotlib Roninson - passageiro num avião
- Liubov Sokolova - mãe de Nadia
- Valentina Talizina - amiga de Nadia

## Legado
O filme é amplamente considerado uma peça clássica da cultura popular russa e é tradicionalmente transmitido na Rússia e em quase todas as ex-repúblicas soviéticas todas as vésperas de Ano Novo (Andrew Horton e Michael Brashinski compararam sua posição ao de It's a Wonderful Life de 1946 de Frank Capra nos Estados Unidos). A tradição foi descontinuada na Ucrânia em 2015, quando o titular da licença STB decidiu não transmiti-lo depois que a atriz Valentina Talyzina foi proibida de entrar na Ucrânia por "declarações que contradiziam os interesses de nossa segurança nacional".